# 小行星1387
小行星1387（英語：1387 Kama）是一颗围绕太阳公转的小行星。1935年8月27日，佩拉格婭·沙因在克里米亚发现了此天体。
該小行星以俄羅斯的卡馬河命名。
这颗小行星的绝对星等为125.3690367973828等。